# Летська божниця
Летська божниця (Альтська божниця; Борисоглібська церква «на Льті»; церква Бориса і Гліба; Мономахова церква) — невелика церква, збудована київським князем Володимиром Мономахом у 1117 році на місці пролиття крові князя Бориса Володимировича (церква «на крові»), на честь Бориса та його брата Гліба — перших руських святих. Розташовувалась «на Льті» — урочищі біля витоку річки Льто (Альта). Згодом навколо церкви виникло поселення, яке у середині XII ст. можливо мало назву Борисів, Борисово або Бориспіль — сучасне місто Бориспіль Київської області. У 1154 році спалена половцями, у 1630—1640 роках остаточно розібрана польською владою. Археологічно досліджувалась у XIX сторіччі, 1925 та 1950 роках. Була частиною важливого у Київської Русі культу почитання святих Бориса і Гліба. Зараз на місці розташування божниці знаходиться середмістя Борисполя.

## Історія

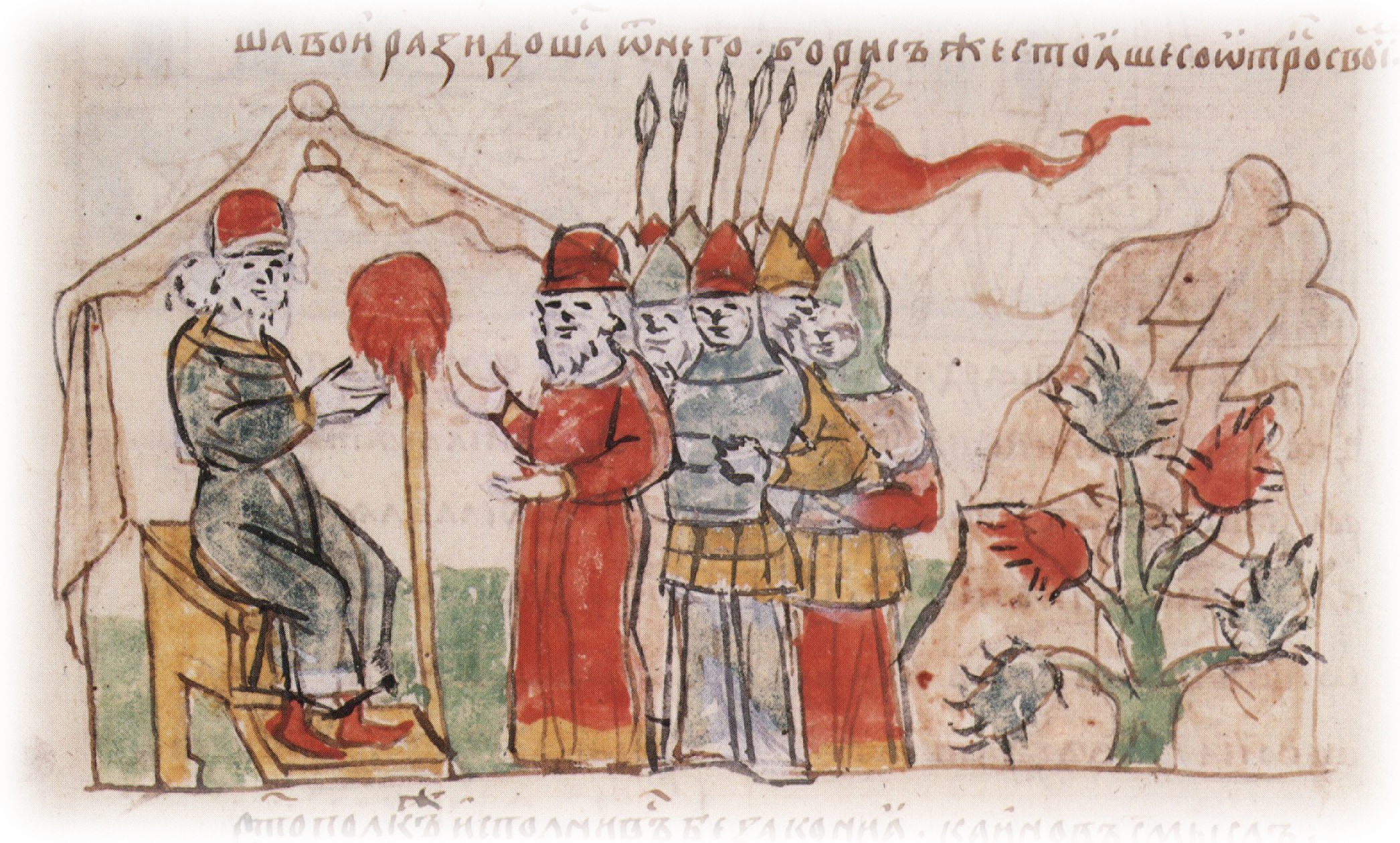
Борис у шатрі на Альті (мініатюра з Радзивілловського літопису)

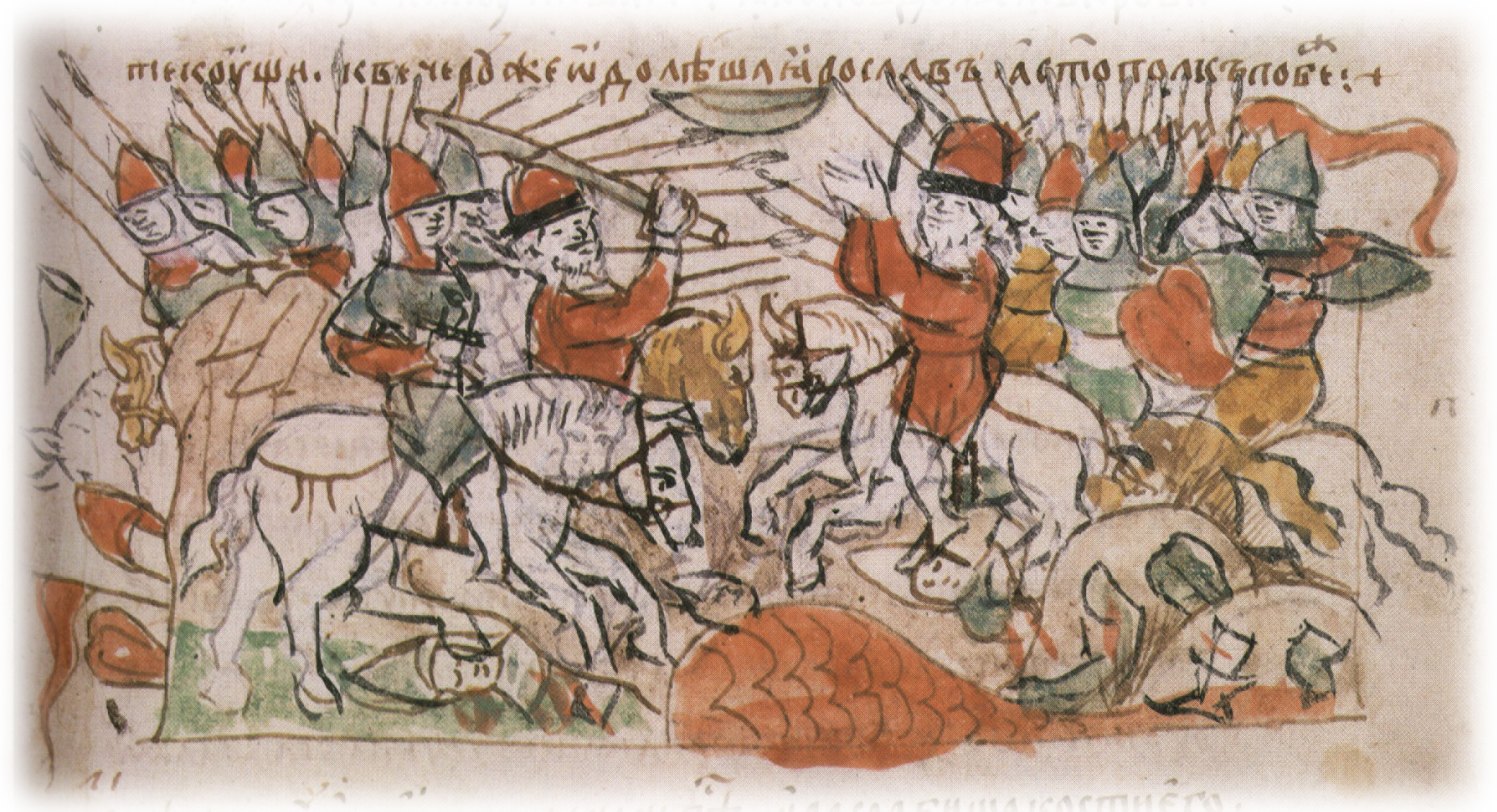
Битва на Альті між Святополком та Ярославом; Ярослав на місці пролиття крові Бориса (праворуч) звіває руки до неба (мініатюра з Радзивілловського літопису)

В часи Київської Русі на шляху між Києвом та Переяславом, на тому місці де пізніше виникло місто Бориспіль, розташовувалось урочище яке фігурує у літописах під назвами Льто, Лто, Альто, Алто, Олто. Його значення полягало у тому, що воно знаходилось на відстані одного дневного переходу як від Києва, так і від Переяслава, тому подорожні між цими двумя пунктами зазвичай робили в урочищі зупинку на ночівлю. У 1015 році подібним чином на Альті зупинився Борис, син Володимира Святославовича, який повертався із походу на печенігів во главі київської дружини наданої йому батьком для цього походу. В цей момент прибула звістка про смерть Володимира й про те, що Святополк, старший син князя, який у цей час знаходився у Києві, проголосив себе київським князем. Бажаючи позбутися конкурента у боротьбі за престол, він отправив на Альту чотирьох вишгородських бояр з наказом вбити Бориса. Посланці увірвались до шатра Бориса та пронзили його списами, після чого загорнули у килим та повезли до Святополка. Останній, довідавшись що Борис ще живий, відправив до нього двох варягів, які й прикінчили князя. У ході міжусобної боротьби Святополка з братом Ярославом, Святополк лишився київського трону, але 1019 року спробував повернути його собі, вирушивши на Київ з великим печенізьким військом. Військо Ярослава перегородило йому шлях на Альті. Згідно з літописом, Ярослав встав на тому самому місці де був вбитий Борис, та звівши руки до неба промовив: «Кров брата мойого волає до тебе, владико! Відомсти за кров праведника сього, як ото відомстив ти єси за кров Авелеву, наславши на Каїна стогін і трепет. Таке нашли ти й на сього». У ході лютої битви — «якої ото не було в Русі» — Святополк був розбитий вщент, сам він був змушений утекти з полю бою, остаточно вибувши з гри за владу у державі.
На початок 1070-х років на місцях загибелі Бориса і Гліба були збудовані дерев'яні церкви, не пізніше 1073 при церкві Бориса на Альті виник монастир (Льтець, у наукових публікаціях — Летський монастир), якій побіжно згадується у літописах під 1074 роком, а у 1117 році Володимир Мономах заложив на Альті кам'яну церкву, яка стала згодом відома під назвою Летської (Альтської) божниці. Згідно з літописами, це була улюблена церква Мономаха, з тих що він збудував, в ній же (за Лаврентіївським та Никонівським літописами, в інших списках ця інформація відсутня) він і скінчив своє життя 1125 року. Існує думка, що останні вісім років свого життя, з часу побудови Леської божниці, Мономах постійно мешкав біля неї, або у Летському монастирі, або у місті навколо церкви, яке виникло після побудови божниці. У такому випадку саме на Альті Мономах створив свое відоме «Повчання». У 1154 Летська божниця була спалена половцями, після цього згадки про неї з літописів зникають.
У 1603 році старожитня церква Бориса та Гліба у маєтку Баришполе на землі Полукнязівської згадується у документі Київського Пустинно-Микільського монастиря (якому належала ця земля). Вдруге ченці згадали про неї 1629 року у скарзі на захоплення їх землі Станиславом Жолкевським («церковь спустошоная на крве, где княжати руского, именемъ Бориса Володимеровича забито, змурованая и до сего часу стоитъ»).
1656 через Бориспіль пройшов шлях антіохійського патріарха Макарія, його син Павло Аллепський занотував у щоденнику інформацію про стару церкву (Павло називає її церковью святого Гліба мученика), яку розібрали поляки, використавши рештки у Києві для будівництва костьолу. Згодом цей костьол був ідентифікований в якості кафедрального собору, що стояв на київському Подолі та рештки якого було знайдені під час будівництва Житнього ринку у 1973 році. Собор було збудовано приблизно у 1630—1632 роках (за іншою версією у 1640), як виявили археологи, разом з будівельними матеріалами від Летської божниці також було використано залишки Десятинної церкви.
У 1660 році монахи Межигірського монастиря отримали від царя Олексія Михайловича грамоту на заснування монастиря «на крові святого страстотерпця Бориса» на ділянці берега Альти, що належав монастиреві, у районі села Борисівка (Кондоїдовка) неподалік від Переяслава. Монастир з невідомих причин збудовано не було, але традицію шанувати це місце, як місце загибелі Бориса підхопили (після ліквідації Межигірського монастиря) представники переяславського духовенства — вочевидь зв'язок між загибеллю Бориса та Борисполем в суспільній думці був на той час вже втрачений. У 1839 році там була збудована церква Бориса і Гліба.
У XIX ст. при побудові в Борисполі церкви Бориса і Гліба були знайдені залишки фундаментів з дикого каменю. У 1925 біля цієї церкви було проведено розкопки під руководством В. Козловської, під час яких були знайдені матеріали давньоруської доби — уламки червоного шиферу, шиферні пряслица, керамика та (в іншій траншеї) залишки фундаменту споруди з червоного пісковику, які супроводжувалися слідами пожежі. Більш ретельні розкопки на місці вже розібраної к тому часу Борисоглібської церкви відбулися у 1950 під керівництвом М. Каргера. Каргер знайшов велику кількість залишків будівельних матеріалів — бутову кладку з пісковику, цеглу двох типів, бруски з пісковику, уламки шиферних плит та керамічних плиток підлоги, фрагменти штукатурки з залишками фрескового розпису, рештки свинцевого даху, а також уламки бронзового дзвону. Сліди фундаментних ровів були знайдені на незначному проміжку, дослідник констатував неможливість визначення плану споруди. На південь від залишків церкви був розкопаний глибокий ров — на думку Каргера він огороджував укріплений двір Мономаха.

## Архітектура

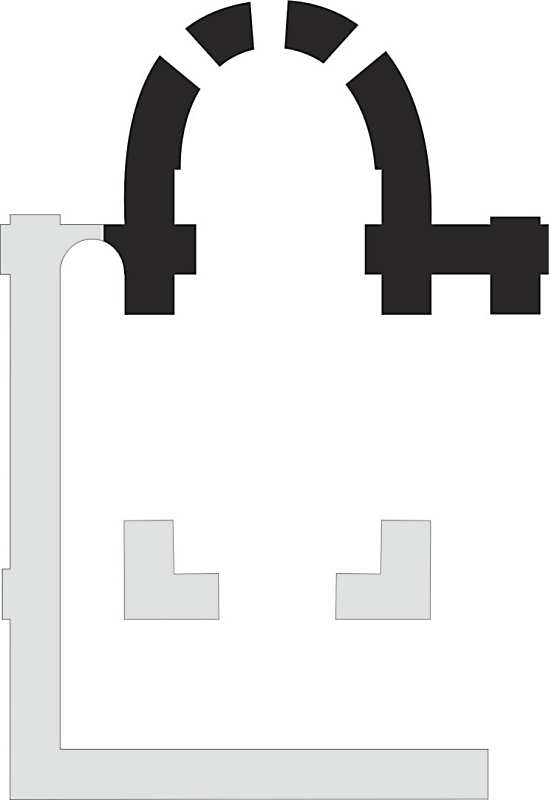
План Остерської божниці — можливо подібний до плану Летської божниці

За думкою М. Каргера Летська божниця являла собою зразок приватного, вотчинного будівництва з того ж ряду, що й Остерська божниця святого Михаїла — хоча частина дослідників датує цю церкву серединою XII сторіччя, Каргер схильний відносити її побудову до діяльності Мономаха. Летська божниця ймовірно була схожею на Остерську, остання же частково збереглась до нашого часу і її план може буде відтворений — вона являла собою одноабсидний двухстовпний храм. Поява таких невеликих церков була новинкою руської архітектури початку XII сторіччя. Летська божниця була останньою відомою нам давньоруською спорудою зведеною у техніці змішаної кладки (з застосуванням каміння) та з «утопленими рядами» — з 1130-х років застосовувалась техніка рівношарової кладки з суцільної плінфи.
О. Комеч відносить Летську божницю до споруд переяславської архітектурної школи, період активності якої мав місце з кінця 11 століття до середини 12 сторіччя. За думкою дослідника, діяльність цієї школи є одной з найяскравіших сторінок історії давньоруської архітектури. Джерелом усіх малих церков переяславської школи була, скоріше за все, Успенська церква Мономаха у Переяславі (1098), яка у свою чергу копіювала Іллінську церкву у Чернігові. Усього відомо 11 будівель цієї школи, окрім церков це також такі споруди як брама, фортеця та мурована лазня.

## У першоджерелах

### В руських літописах
Монастир Льтец згаданий у чотирьох списках під 1074 роком:
- «бѣ бо Иӕковъ. пришелъ сь Летьца» (Іпатський літопис)
- «бѣ бо Иӕковъ пришелъ с Летьца» (Лаврентіївський літопис)
- «Бѣ бо Яковъ пришел со Лтьца» (Радзивіллівський літопис)
- «бѣ бо Іаковъ пришелъ со Лтеца» (Никонівський літопис)

Спорудження Летської божниці, під 1117 роком:
- «Того же лѣта въведе Глѣба из Мѣньска. Володимеръ. и црк҃вь заложи на Льтѣ мученику» (Іпатський літопис)
- «Володимеръ Всеволодичь заложи цр҃ковь камену ст҃ою мученику» (Лаврентіївський літопис)
- «Володимиръ Всеволодич заложи ц(е)р(ко)вь с(вя)тую м(у)ч(е)н(и)ку» (Радзивіллівський літопис)
- «Того же лѣта Владимеръ Всеволодичь заложи церковь камену на Алтѣ святыхъ мученикъ Бориса и Глѣба»

(Никонівський літопис)
Смерть Володимира Мономаха, під 1125 роком:
- «Престависѧ бл҃говѣрныи и великыи кнѧзь Русскыи Володимеръ … велику же вѣру стѧжа к Бу҃ и сродникома своима к ст҃ыма мчн҃кама Борису и Глѣбу тѣм и церковь прекрасну созда на Лтѣ во имѧ єю идеже ста̑ Бориса кровь прольӕна бы̑ … престависѧ на Лтѣ оу милоє цр҃кве юже созда потщаньѥ многы» (Лаврентіївський літопис)
- «Преставися благовѣрный великій князь Володимеръ Манамахъ, сынъ Всеволожь … И вѣру велію стяжа къ сродникомъ своимъ, къ святымъ мученикомъ Роману и Давыду, и церковь прекрасну созда, на Алтѣ, во имя ихъ, идѣже святаго Бориса кровь проліана бысть … Престави же ся на Алтѣ у любимыа его церкви, юже самъ создалъ потщаніемъ многимъ» (Никонівський літопис)

Спалення божниці половцями, під 1154 роком:
- «тогда же много зла створиша Половци ѡколо Переӕславлѧ пожгоша бо села всѧ ии Летьскую божницю ст҃ою мч҃нку зажгоша» (Лаврентіївський літопис)
- «Того же лѣта паки пріидоша Половци, и много зла сотвориша около Переаславля, власти и села пожгоша, и монастырь Рожество пречистыа Богородици, и монастырь святыхъ мученикъ Бориса и Глѣба, и монастырь святаго Саввы и Летскую божницу, въ ней же множество богатства, все разграбиша и пожгоша, а люди въ плѣнъ поведоша» (Никонівський літопис)

Також у літописах містяться повідомлення про відвідини Льта князями, що вочевидь мало характер паломництва до місця вбивства святого Бориса, хоча прямо це, зазвичай, не говорится.
Повідомлення під 1147 роком, Ізяслав Мстиславич відвідав Льто по дорозі на Чернігів 5 вересня, у день вбивства Гліба Володимировича:
- «съвъкоупи множество вои. и поиде иде. же на Лто» (Іпатський літопис)

Повідомлення під 1151 роком, Юрій Долгорукий, що перебував у той час в Переяславі, відвідав Льто разом с родиною на свято Бориса та Гліба (липень місяць):
- «И приспѣвшю празнику с(вя)тую м(у)ч(ени)ку, иде Гургии на Олтъ с детми своими» (Радзивіллівський літопис)
- «и иде на Алто: приспѣ бо тогда празникъ святыхъ страстотерпець Бориса и Глѣба» (Никонівський літопис)

### В документах нового часу
У документі з Київського Пустинно-Микільського монастиря від 15 березня 1603 р.:
«будучы посесором тое маетности Иваньковское и менечы собѣ наданое од Его Королевское Милости именье Барышполе, и до маетности, и до кгрунту манастыра светого Николы Пустынского, называемое земли Полукняжеское, на которой земли церковъ старожитная мурованая светыхъ мучениковъ Борыса и Глеба стоит …в тих часех новоселыхъ слободъ, умыслне хотечи власность манастырскую безправне собѣ привлащити и с тых слободъ новыхъ людей з осадами и з будованьями в року прошлом шестсот второмъ уже ув осене передъ зимою килка десят халуп припровадивъши, на кгрунте Полукнязевском, на земли церковной, подле самое мурованое
церкви, слободу-местечко осадил …»
Скарга братії Київського Пустинно-Микільського монастиря від 30 червня 1629 р.:
«въ окопе албо въ вале Полукнязскомъ, въ которомъ и церковь спустошоная на крве, где княжати руского, именемъ Бориса Володимеровича, забито, змурованая и до сего часу стоитъ … коло того валу, церкве и дворца, черезъ себе збудованое местечко осадилъ и Барышполемъ назвалъ.»
З щоденника Павла Алеппського, 1656 рік:
«У вівторок, ополудні, 15 липня, проїхавши п'ять миль, ми прибули до торгового містечка з укріпленнями й замком на ймення Архангела, тобто Борисове місто. Борис був сином князя Володимира. Як оповідають, тут була давня велика церква в ім'я мученика Гліба, другого сина князя Володимира; ляхи зруйнували її, вивезли каміння, деревину й залізо до Києва, де збудували з цього всього нову велику церкву, про яку ми раніше згадували.»